# Berden
Berden – wieś w Anglii, w hrabstwie Essex, w dystrykcie Uttlesford. Leży 34 km na północny zachód od miasta Chelmsford i 53 km na północ od Londynu. W 2001 miejscowość liczyła 427 mieszkańców.